# Радња (Кавадарци)
Радња (мкд. Радња) је насеље у Северној Македонији, у јужном делу државе. Радња је насеље у оквиру општине Кавадарци.

## Географија
Радња је смештена у јужном делу Северне Македоније, близу државне границе са Грчком - 15 km јужно од насеља. Од најближег већег града, Кавадараца, насеље је удаљено 50 km јужно.
Насеље Радња се налази у планинској области Бошава. Насеље је смештено изнад долине Бошаве, а подно планине Кожуф, која се издиже јужно од насеља. Насеље је положено на приближно 720 метара надморске висине. 
Месна клима је планинска због знатне надморске висине.

## Становништво
Радња је према последњем попису из 2002. године била без становника.
Већинско становништво у насељу били су етнички Македонци.
Претежна вероисповест месног становништва било је православље.